# Andrzej Jarosik
Andrzej Jarosik (Sosnowiec, Alemania Nazi, 26 de noviembre de 1944-Saint-Mandrier-sur-Mer, 23 de abril de 2024) fue un futbolista internacional polaco, máximo goleador histórico del Zagłębie Sosnowiec con 113 goles y máximo goleador de la Ekstraklasa en dos ocasiones.

## Carrera
Nacido en Sosnowiec, Jarosik comenzó su carrera en Zagłębie Sosnowiec de su ciudad natal, permaneciendo en el club silesio de 1958 a 1974. Durante su estancia en el Zagłębie, ayudó al equipo a alcanzar la segunda posición de liga en tres ocasiones (1964, 1967 y 1972) y fue el máximo anotador de la competición en dos años consecutivos: en 1970 con 18 goles y en 1971 con 13 goles.
En 1974 se trasladó a Francia, fichando por el Racing Club de Estrasburgo de la Ligue 1, para posteriormente ser contratado por el SC Toulon de las divisiones inferiores del fútbol francés, equipo en el que se retiraría definitivamente en 1977. Concluida su carrera como jugador, Jarosik se asentó junto a su familia en el país galo, donde actualmente vive y dirige su negocio.

## Carrera internacional
Jarosik disputó veinticinco partidos y anotó once goles con la selección de fútbol de Polonia, después de haber hecho su debut profesional en 1965 frente a Bulgaria. Su última aparición con la selección nacional fue en 1972 también contra la selección búlgara. Representó a Polonia en los Juegos Olímpicos de Múnich 1972, donde la selección polaca ganó la medalla de oro al vencer en la final por 2-1 a Hungría. En el partido contra la Unión Soviética, se negó a entrar al terreno de juego como sustituto por no haber sido convocado en el once inicial; su lugar fue ocupado por Zygfryd Szołtysik, quien terminaría por marcar un gol.